# Coro del Teatro del Bicentenario
El Coro del Teatro del Bicentenario (CTB) es un conjunto coral basado en León, Guanajuato, México, formado en 2013. Se destaca por su repertorio diverso que incluye ópera, obras sinfónico-corales y música popular latinoamericana.

## Historia
El Coro del Teatro del Bicentenario de León, Guanajuato fue fundado en 2013, coincidiendo con el estreno de la temporada lírica del teatro con la ópera Madama Butterfly de Giacomo Puccini. Esta formación fue establecida con el objetivo de convertirse en un coro comunitario capaz de abordar un amplio repertorio lírico, incluyendo obras de diferentes épocas y estilos.
Desde su creación, el coro ha estado bajo la dirección de varios directores destacados. Actualmente, Jaime Castro Pineda es el director del coro desde 2015. Castro ha aportado su experiencia en música coral y operística, dirigiendo numerosas presentaciones que abarcan desde obras clásicas hasta composiciones contemporáneas.

## Eventos significativos
Dentro de sus presentaciones destacadas, el CTB ha llevado a cabo estrenos en México de obras impactantes. Notablemente, fue partícipe del estreno nacional de "Die tote Stadt" o "La ciudad muerta (ópera)" de Erich Wolfgang Korngold, realizada en colaboración con la Orquesta Sinfónica del Estado de México bajo la dirección de Rodrigo Macías. Esta producción no escenificada capturó la atención por su complejidad musical.
Además, el CTB ha participado en la interpretación de grandes sinfonías, como la "Octava Sinfonía" de Gustav Mahler, conocida como la "Sinfonía de los Mil", que contó con la participación de 400 músicos y fue un momento culminante en el Festival Internacional Cervantino.
Otro momento histórico fue su actuación en "Parsifal" de Richard Wagner durante el Liber Festival 2024, estreno nacional en México de ésta ópera. Adicionalmente, el coro ha sido parte de la reapertura del histórico Teatro Juárez, con el concierto de la ópera Aida.

## Repertorio
El repertorio del CTB abarca desde clásicos hasta obras contemporáneas y estrenos nacionales en diversos estilos musicales.
| Año  | Ópera           | Compositor              |
| ---- | --------------- | ----------------------- |
| 2015 | La Traviata     | Giuseppe Verdi          |
| 2017 | Carmen          | Georges Bizet           |
| 2019 | Tosca           | Giacomo Puccini         |
| 2022 | La Bohème       | Giacomo Puccini         |
| 2022 | Die tote Stadt  | Erich Wolfgang Korngold |
| 2023 | Aida            | Giuseppe Verdi          |
| 2023 | Octava Sinfonía | Gustav Mahler           |
| 2024 | Pársifal        | Richard Wagner          |
| 2024 | Novena Sinfonía | Ludwig van Beethoven    |